# Okunoin

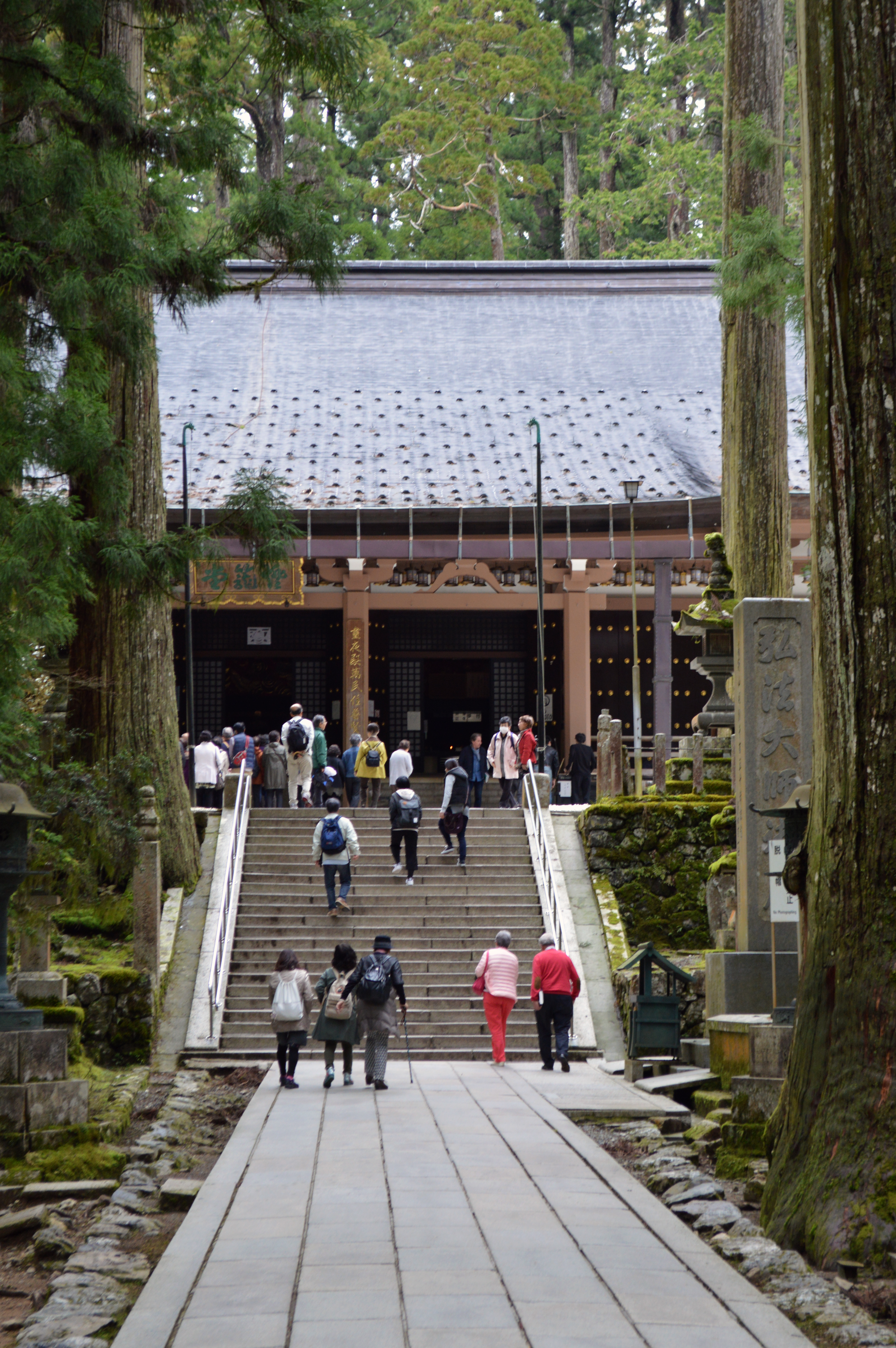
Vista del Toro-do en Okunoin.

Okuno-in u Okunoin (que significa "templo del fondo") es un cementerio y área sagrada situado en el monte Koya, en la prefectura de Wakayama, al sur de Osaka en Japón. El cementerio es el más grande de Japón y contiene alrededor de 200.000 tumbas de todas las formas, tamaños y épocas. Está situado a 800 metros de altitud en un bosque, entre cedros centenarios. Cuenta con 120 templos en sus inmediaciones y una universidad de estudios religiosos.

## Historia
En el año 819 el monje Kukai (llamado Kobo Daishi luego de su muerte) eligió el monte Koya como cuartel general del budismo shingon -una de las escuelas principales del budismo japonés, con más seguidores, y la más importante entre las tántricas, fuera de la India y el Tíbet-. La leyenda dice que Kukai no llegó a morir nunca, sino que alcanzó el Nirvana y sigue en silencio, meditando eternamente en el monte Koya. 
En un extremo del cementerio, Kobo Daishi permanece en su mausoleo (Kobo Daishi Gobyo) en su meditación, concentrándose en la liberación de todos los seres. Con el paso de los siglos grandes personalidades han querido reposar junto a él, porque depositar su urna funeraria bajo su protección es como tener la garantía de que podrán renacer algún día en el paraíso. Con esto se ha popularizado cada vez más el cementerio y ante un límite determinado de concesiones, los precios de enterramiento se han disparado.
Algunas tumbas son de antiguos señores feudales como Ieyasu Tokugawa o Hidetada Tokugawa, primer y segundo señor (respectivamente) del shogunato, pero también están enterrados muchos políticos y otras personalidades destacadas de la industria. Todos quieren reposar junto a Kukai.
En los alrededores de Okunoin, muchos templos se han abierto al turismo y la peregrinación y proporcionan alojamiento en sus instalaciones, denominado shukubo y ofreciendo shojin ryori (comidas budistas vegetarianas).

## Galería fotográfica

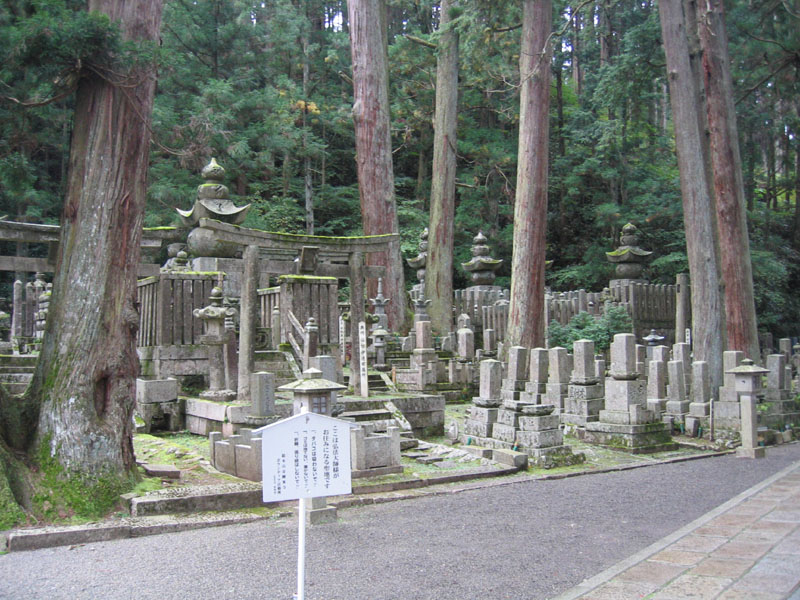
Cementerio Okunoin.
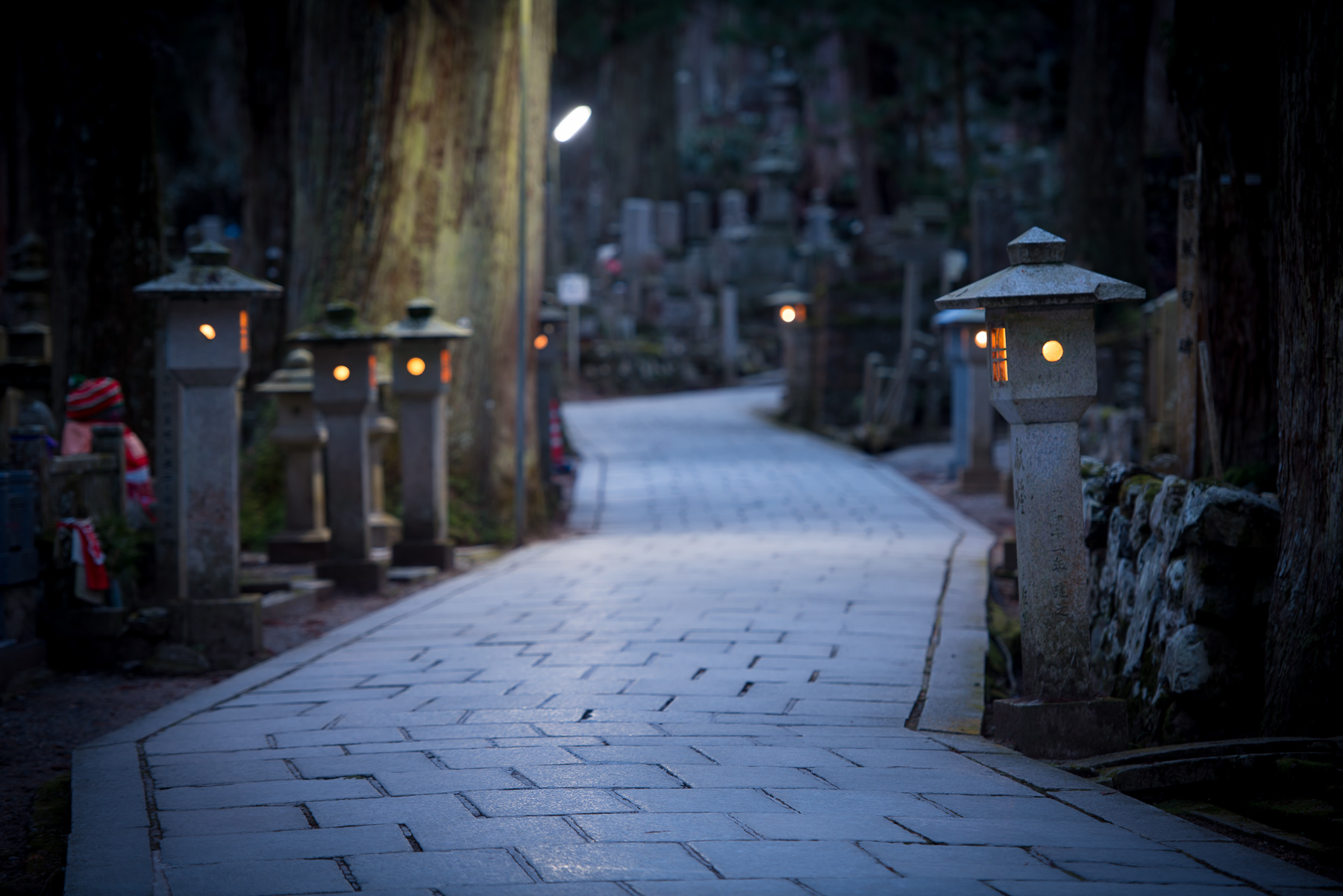
Cementerio Okunoin iluminado por linternas.
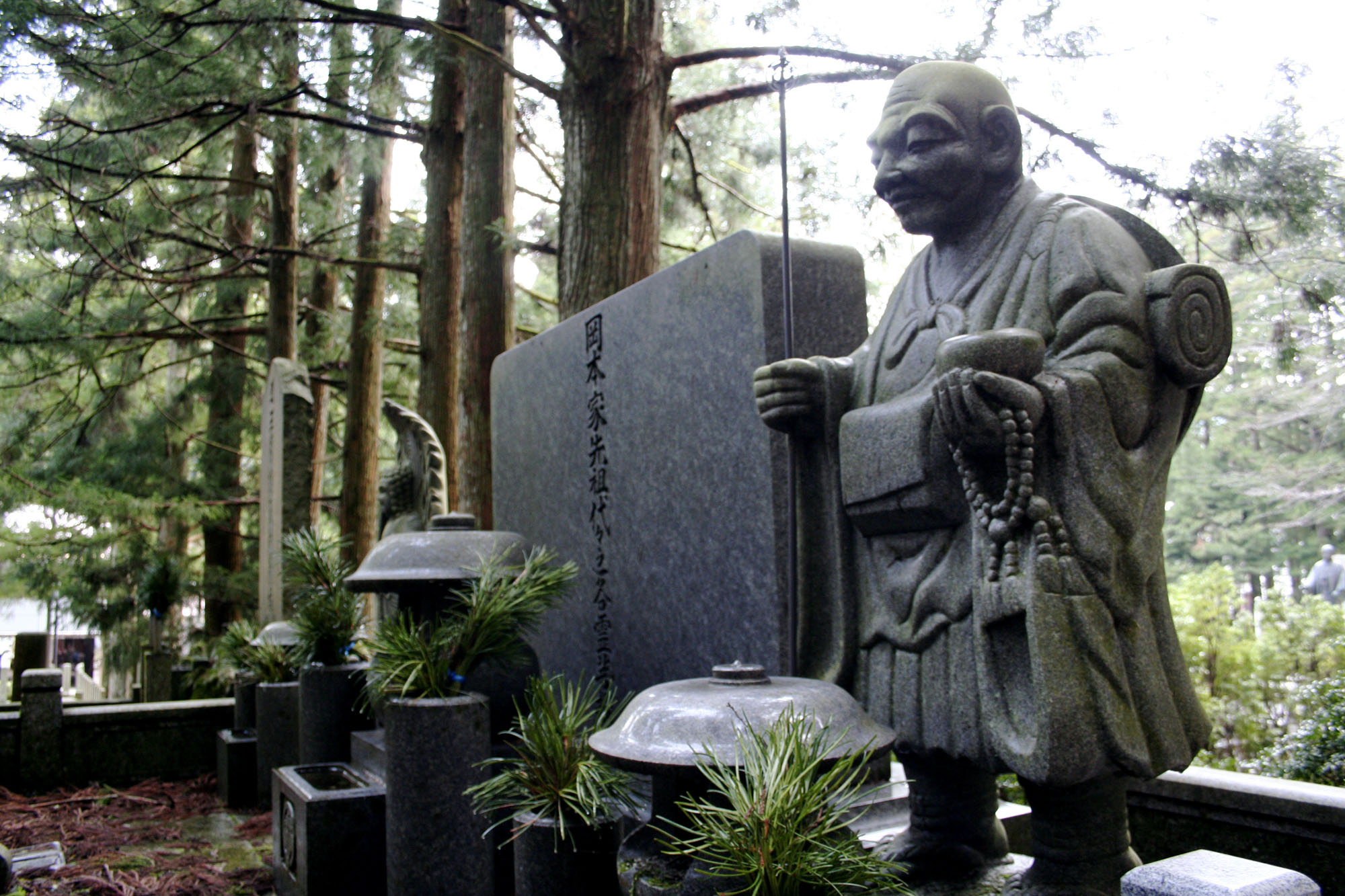
Estatua de un peregrino fallecido en su tumba del Cementerio Okunoin.
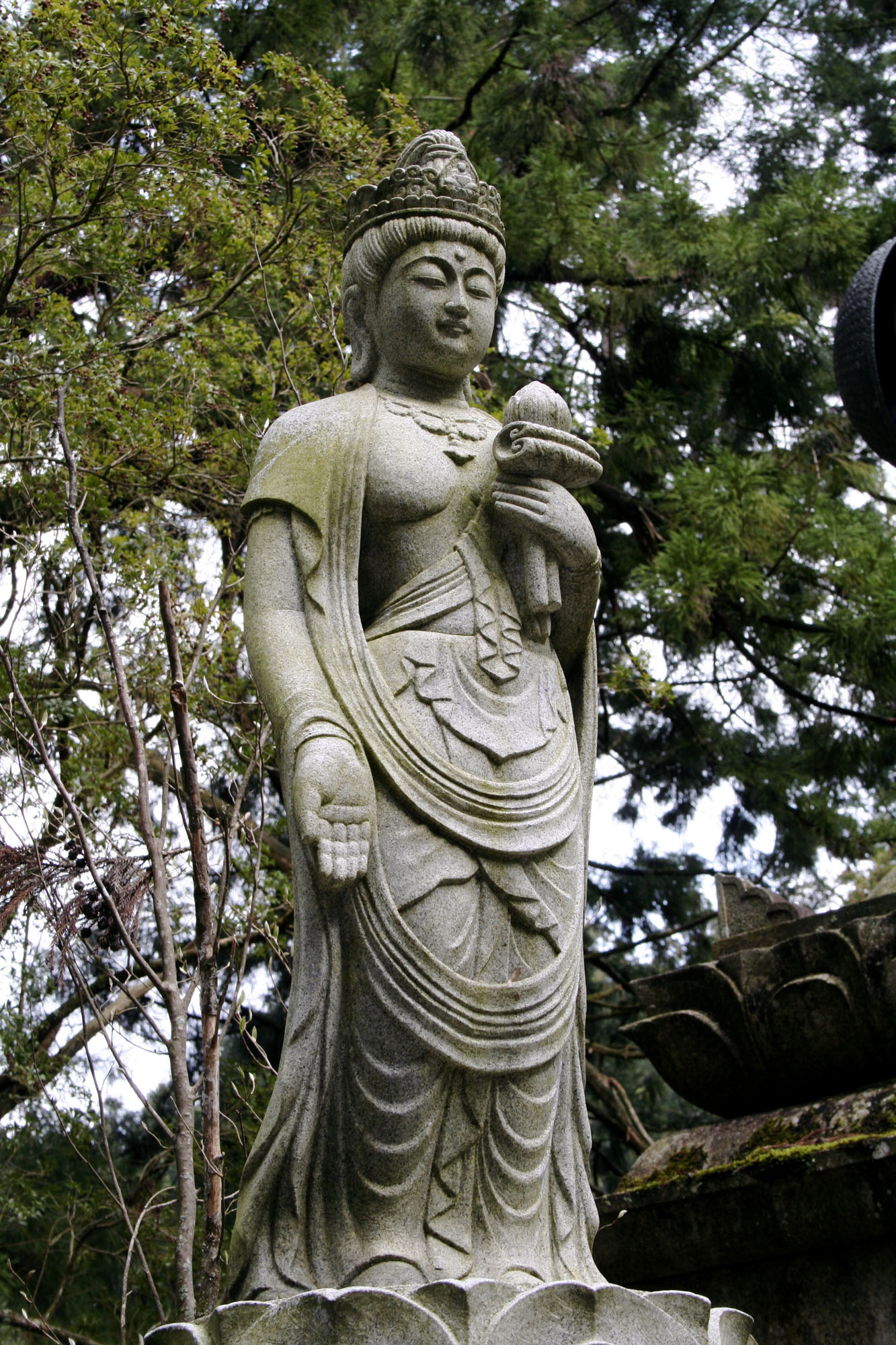
Estatua de Kannon en el Cementerio Okunoin.
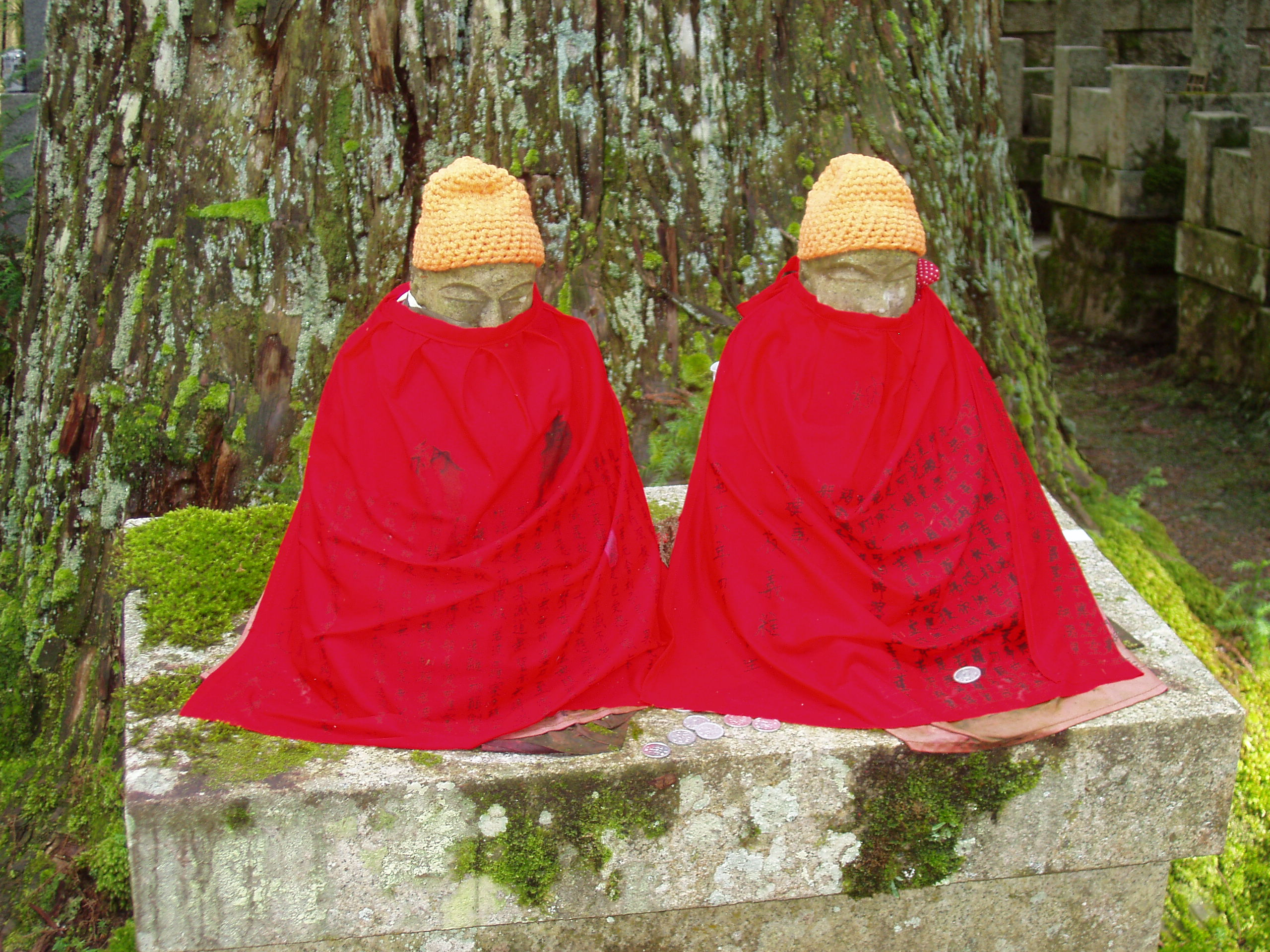
Dos Kṣitigarbha (bosatsu Jizō) en el Cementerio Okunoin.
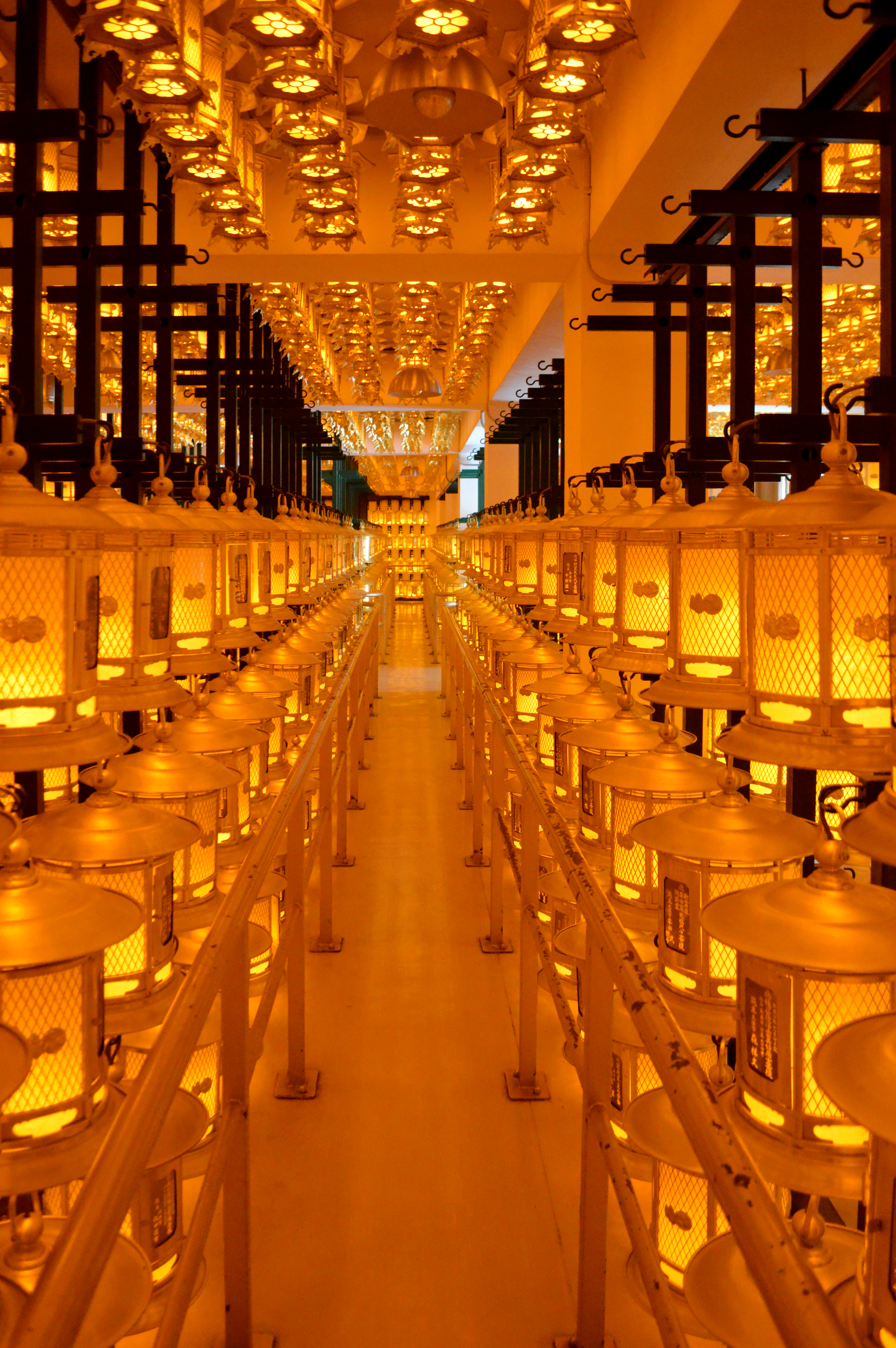
10.000 faroles arden continuamente en el Torodo.